# Carlo D’Aprile
Carlo D’Aprile (* 1621 in Genua; † 1668 in Palermo) war ein italienischer Architekt und Bildhauer des Barock auf Sizilien.

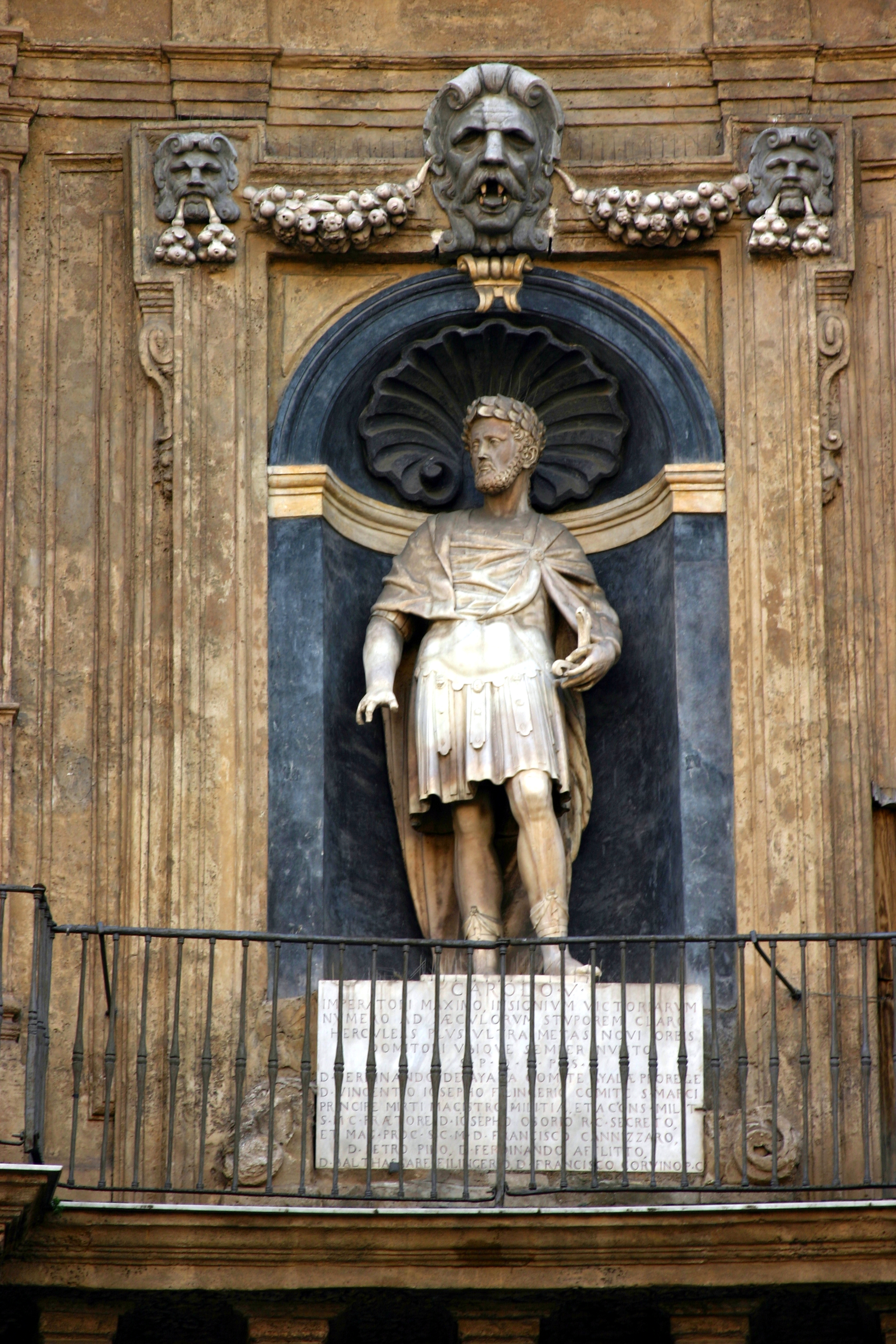
Carlo D’Aprile: Statuen von Karl V., Kaiser des Heiligen Römischen Reiches, Quattro Canti, Palermo, 1663

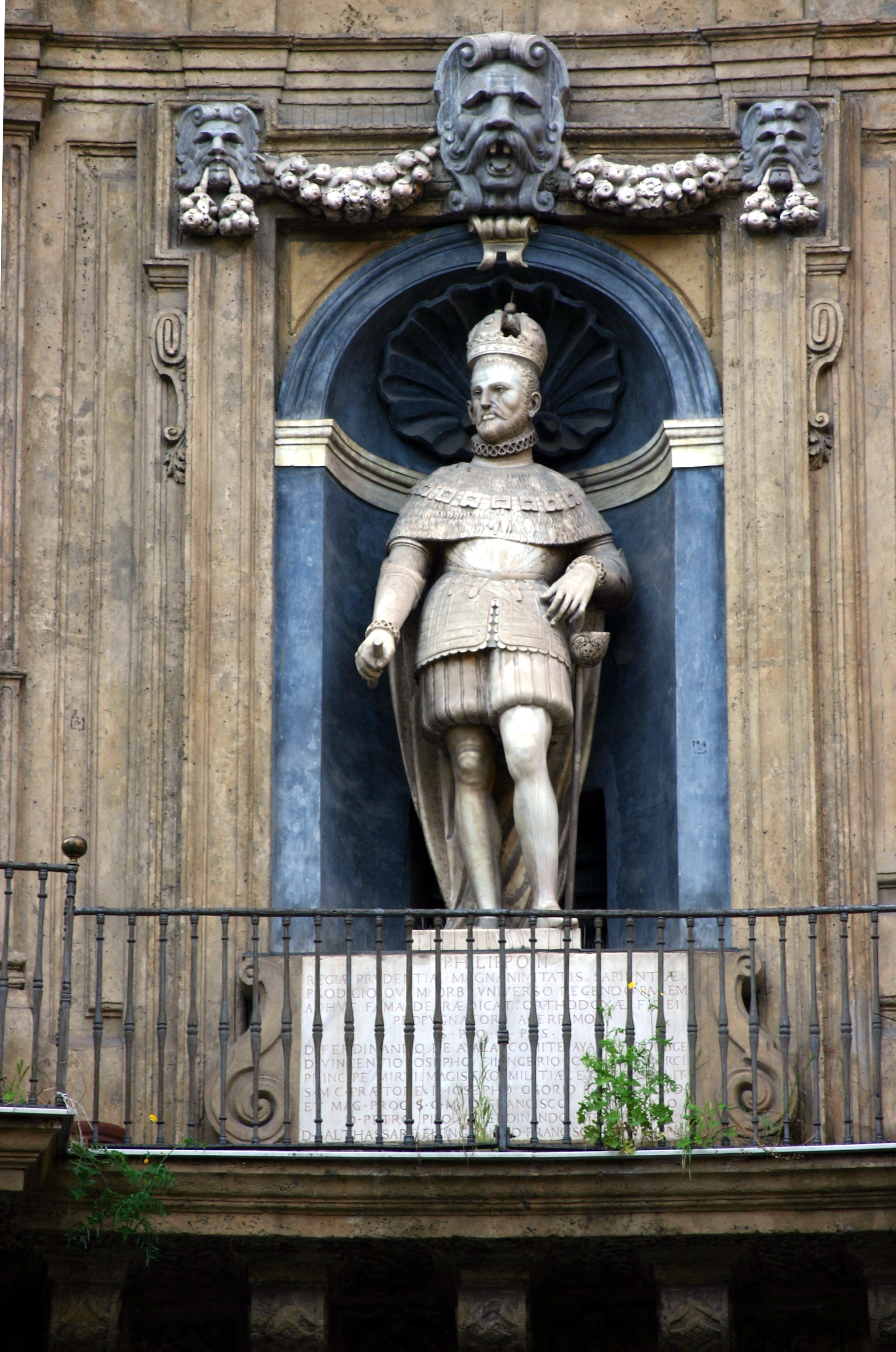
Carlo D’Aprile: Statue von Philipp II, König von Spanien, Quattro Canti, Palermo, 1663

## Leben
D’Aprile wurde als Sohn eines Marmorbildhauers in Genua geboren. Arbeiten von ihm sind ausschließlich in Palermo nachgewiesen. Sein Ausbildungsgang und wann er nach Palermo kam, ist unbekannt. Dokumentiert ist, dass er im Jahr 1655 in Palermo vom Erzbischof Martino de Leon (1650–1655) beauftragt wurde, an Straßen- und Stadtbauprojekten sowie an der dekorativen Gestaltung der Kathedrale mitzuwirken. So schuf D’Aprile 1655 bis 1656 für die Balustrade des Domvorplatzes die Marmorstatuen der Heiligen Sergio, Agathon, Sylvia, Agathe und Katharina.
Für die Nischen der Quattro Canti fertigte er 1661 bis 1663 Statuen der Könige Karl V., Philipp II., Philipp III. und Philipp IV. Von ihm stammt auch die 1661 entstandene Skulptur der Santa Rosalia an der Fassade des Palazzo Pretorios.
Mit Gaspare Guercio arbeitete er gemeinsam an der Fassadengestaltung der Kirche San Matteo (bis 1664) und am Bronzedenkmal von König Philipp IV. für die Piazza Reale in Palermo (1848 zerstört).